# 칠곡 금오산성
금오산성(金烏山城)은 대한민국 경상북도 칠곡군 북삼읍에 있는 고려시대의 산성이다. 1986년 12월 11일 경상북도의 기념물 제67-2호로 지정되었다.

## 참고 자료
- 금오산성 - 국가유산청 국가유산포털